# Église Saint-Martin de l'Île-d'Aix
L'église Saint-Martin est une église catholique située à Île-d'Aix, sur l'île d'Aix, dans le département de la Charente-Maritime, dans la région Nouvelle-Aquitaine.  

## Localisation
L'église est située dans le département français de la Charente-Maritime, sur la commune d'Île-d'Aix.

## Historique
À l'origine, l'édifice comportait un prieuré et une église sur crypte. Il date du XIe siècle pour la crypte et la partie est sous toiture, et du XIIe siècle pour la partie ouest sous la voûte. L'assise de la nef, détruite par les Anglais en 1757, est encore visible entre les arches d'accès et la porte d'entrée.
Une petite absidiole a été greffée sur l'ancien croisillon nord, à côté de laquelle on peut voir à l'extérieur une autre excroissance semi-circulaire dont la toiture protège la crypte.
La crypte est probablement la partie la plus remarquable de cette église romane mutilée. Sa voûte d’arêtes repose sur 14 colonnes aux chapiteaux ornés de motifs floraux. C'est un vestige du tout premier art roman saintongeais.
En 1880, des ossements de prêtres réfractaires des Pontons de Rochefort sont trouvés lors de travaux sur les batteries de Jamblet et de Tridoux sur l'Île d'Aix. Ils sont transférés dans la crypte de l'église Saint-Martin, puis dans le maître-autel.

## Protection
L'église Saint-Martin est classée au titre des monuments historiques en 1970.

## Galerie de photos

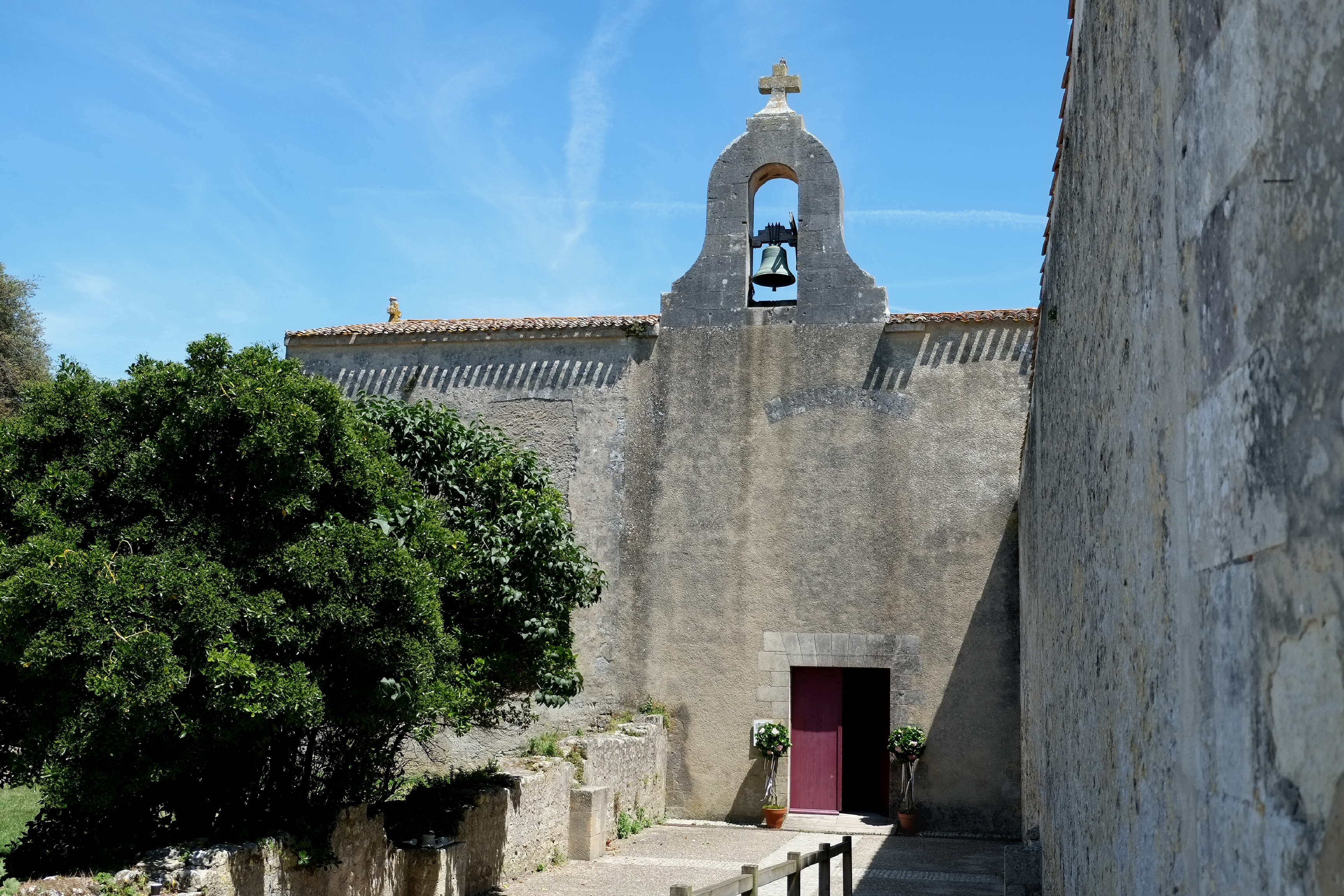
L'église Saint-Martin.
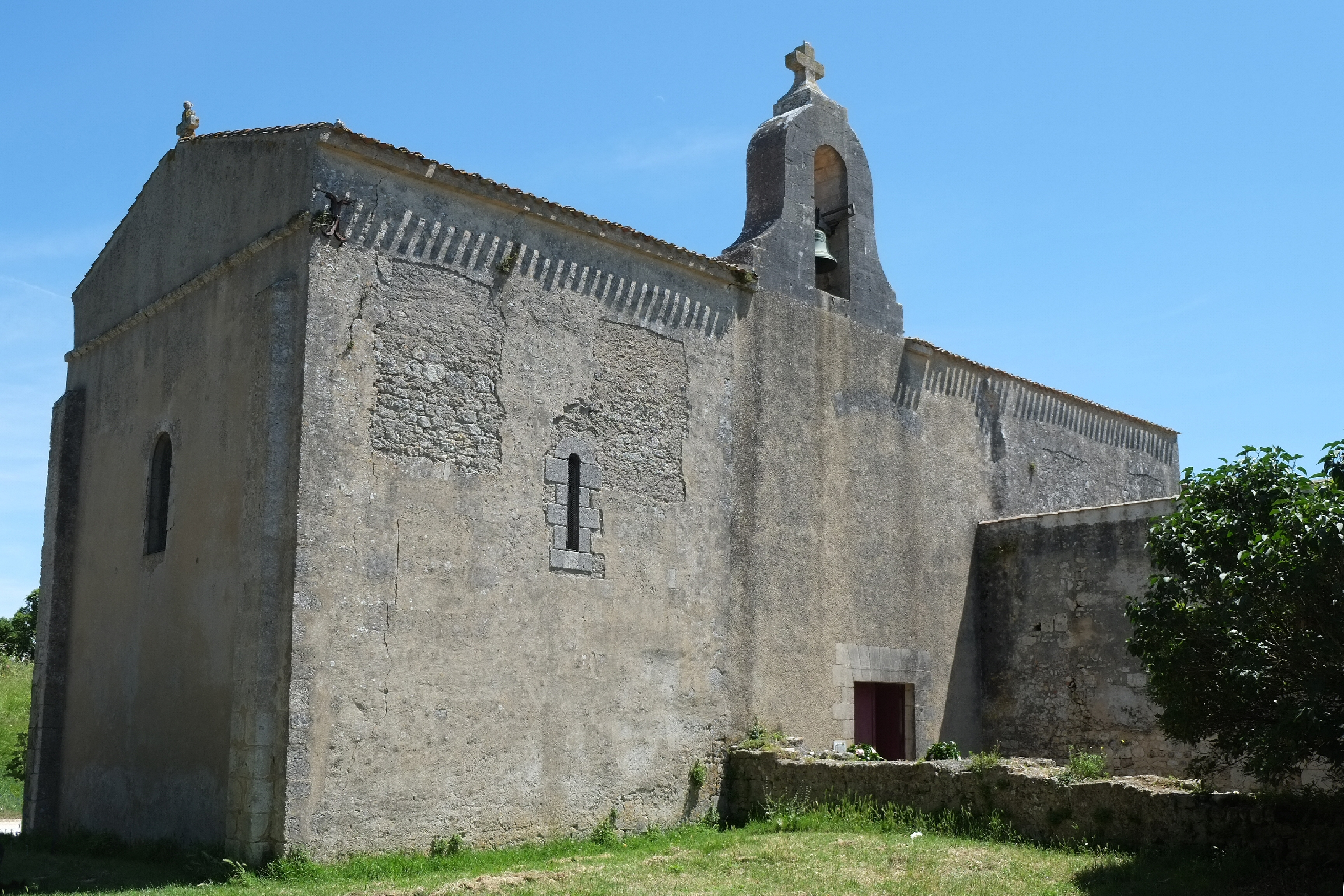
L'église Saint-Martin.
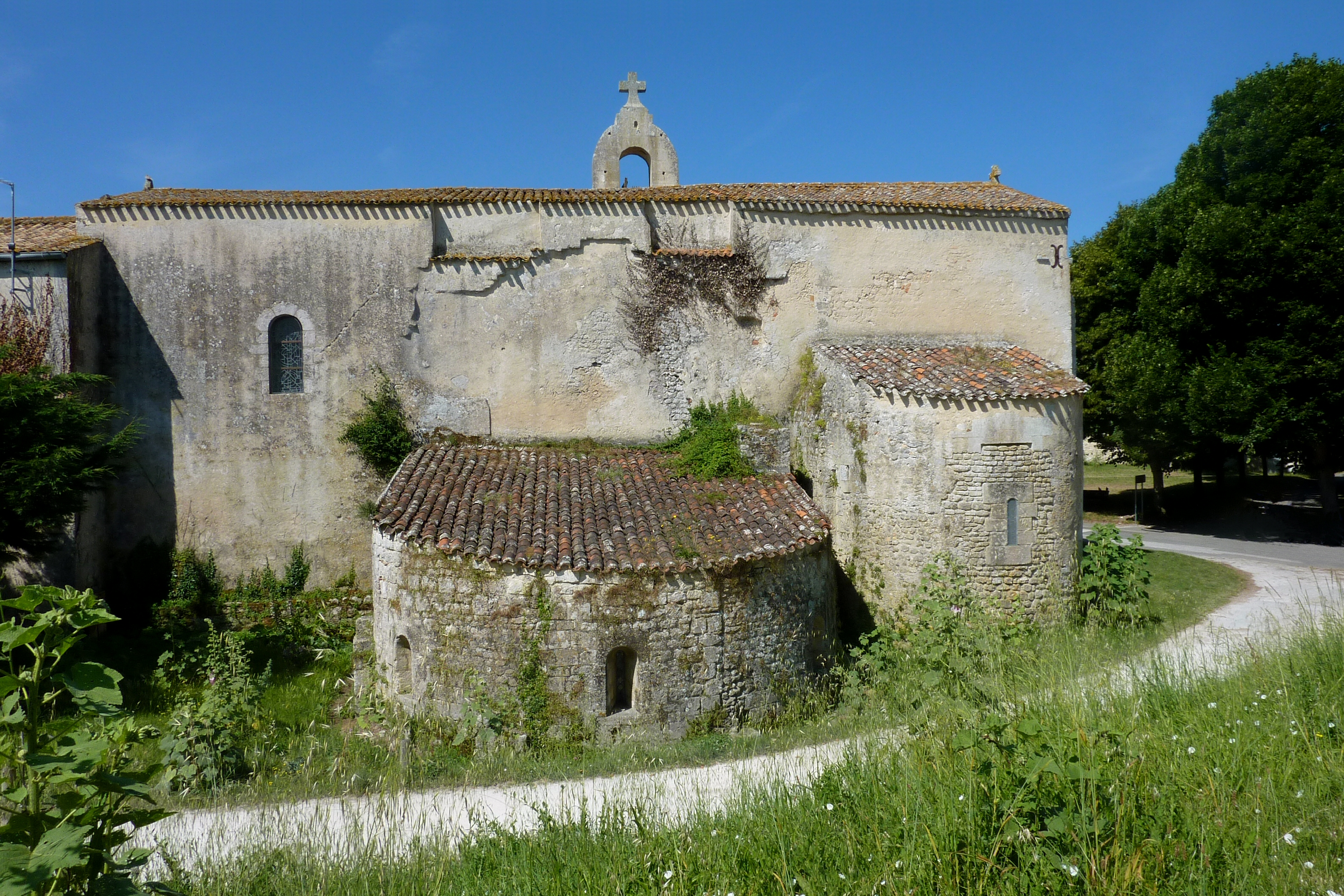
Le chevet de l'église.
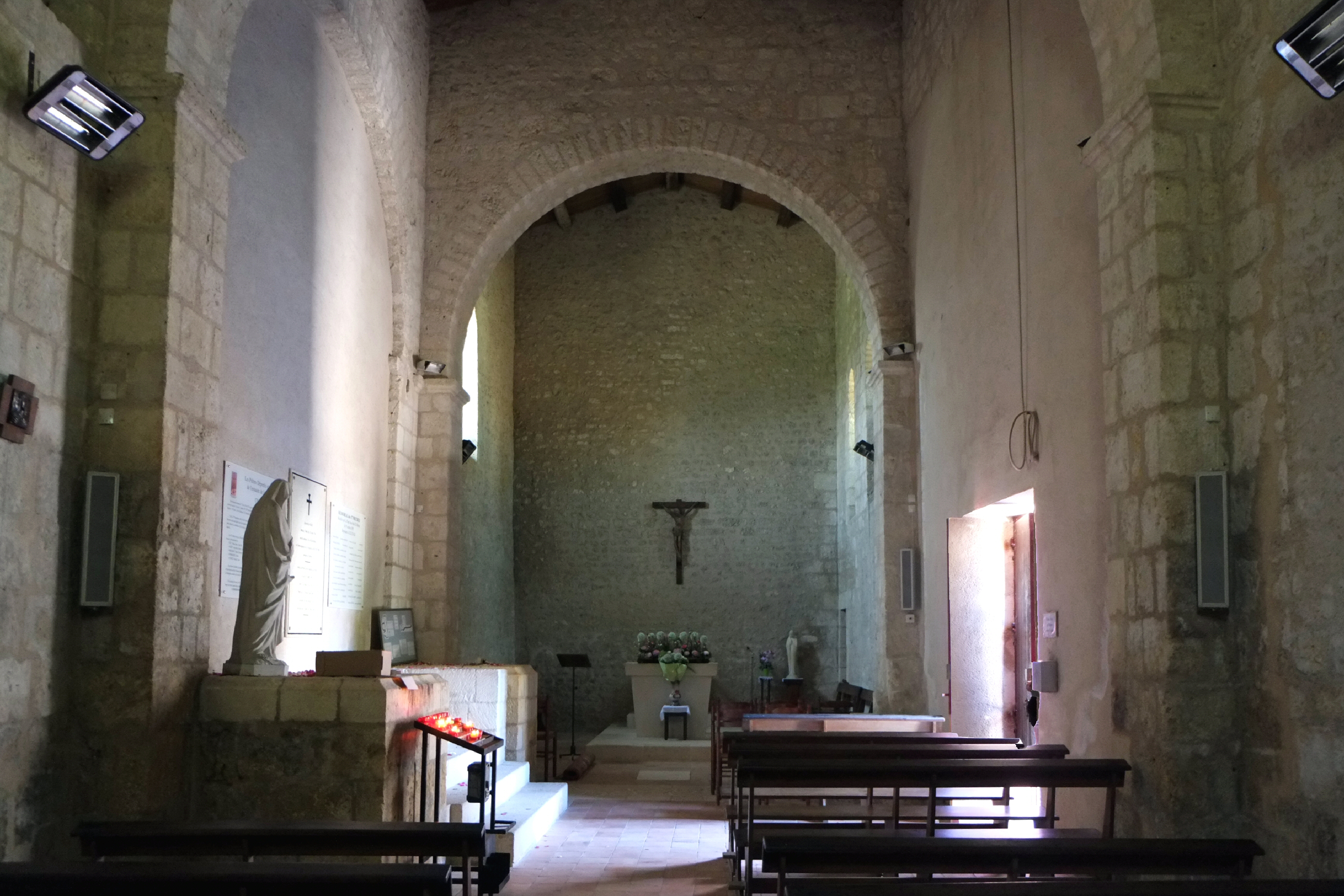
La nef de l'église.
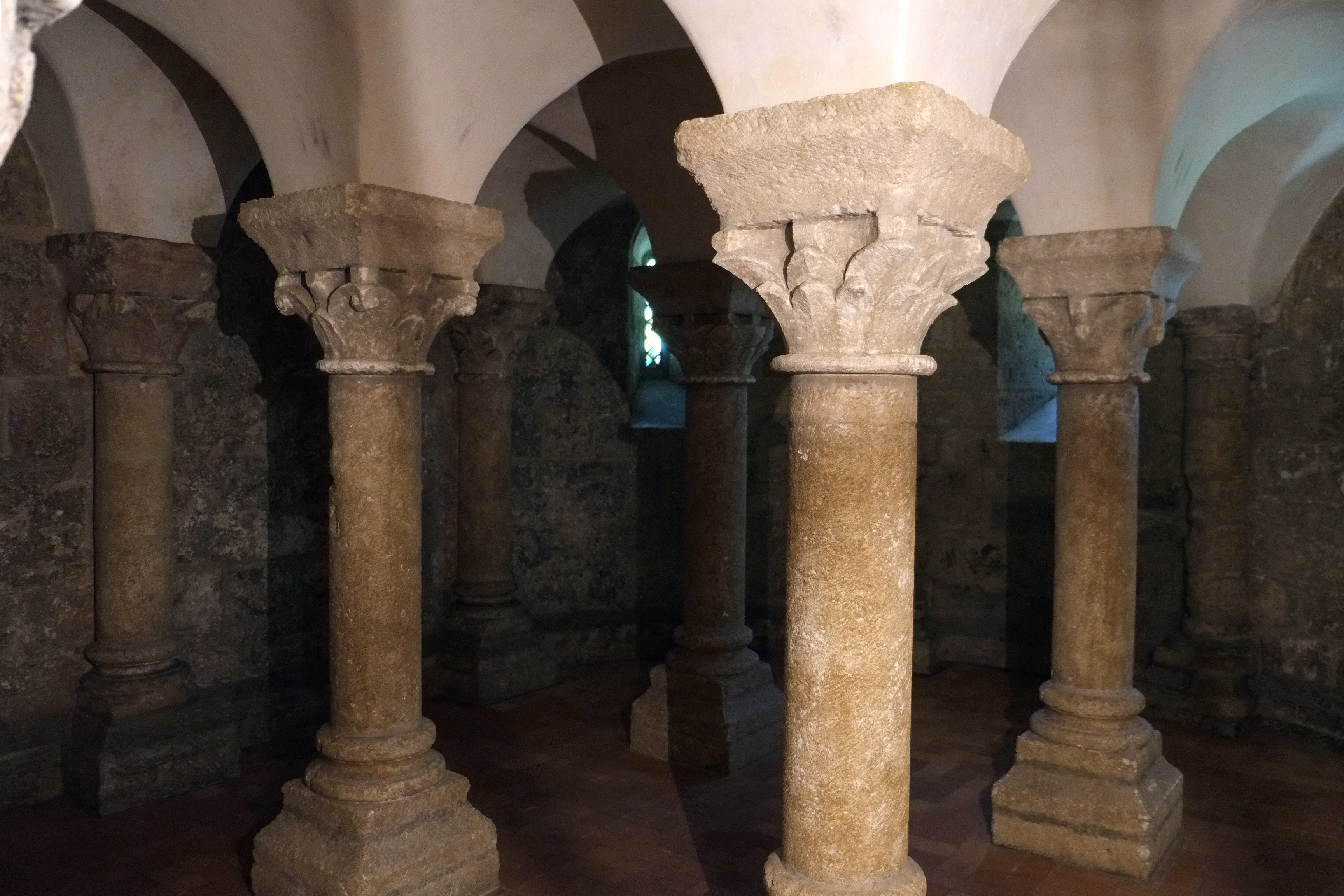
La crypte.